# کوزره

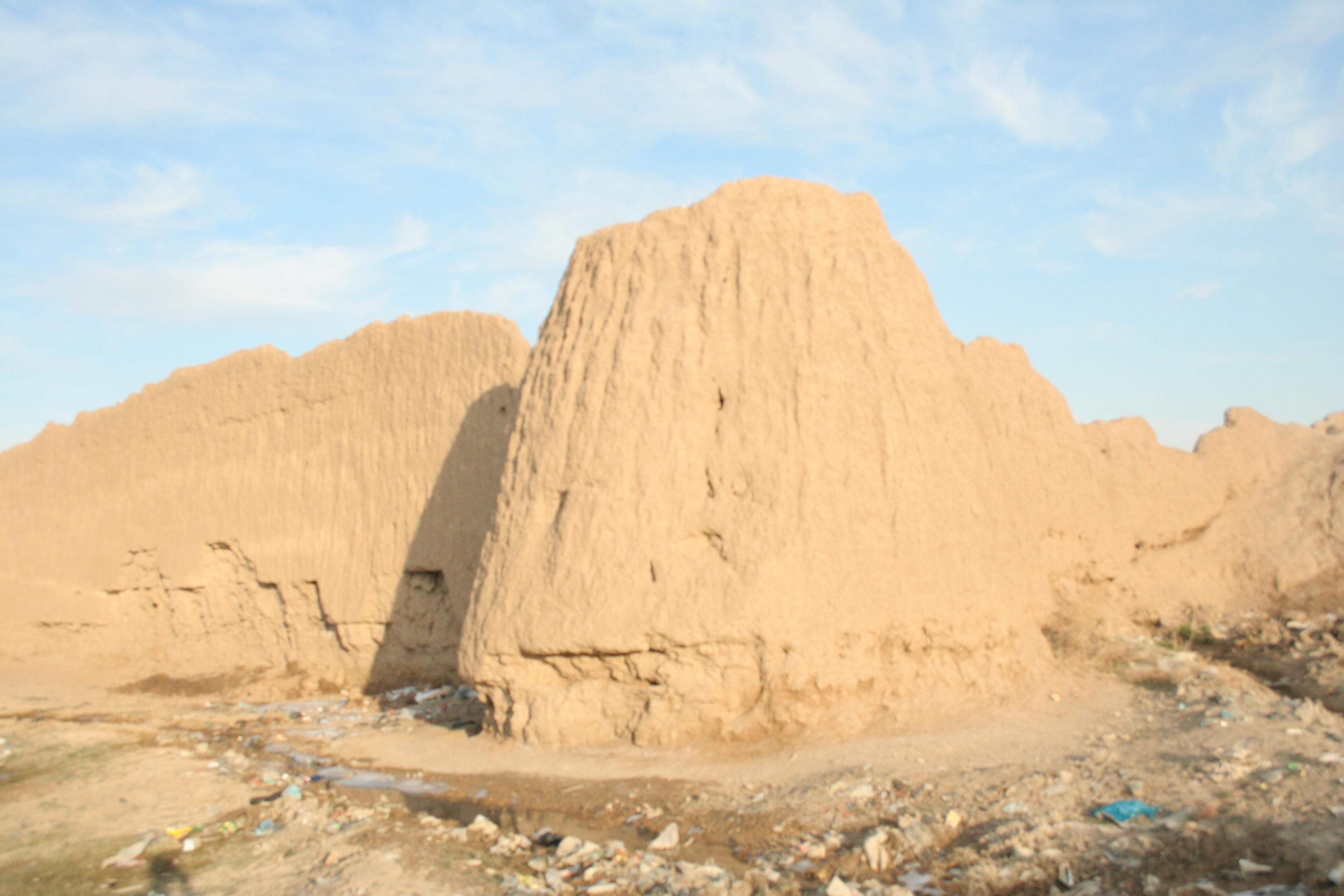
قلعه روستای کوزره

کوزَره مرکز دهستان شوردشت ازتوابع بخش شرا شهرستان همدان  که در عرض جغرافیایی ۳۴ درجه و ۴۱ دقیقه و ۵۵ ثانیه و طول جغرافیایی ۴۹ درجه و ۰ دقیقه و ۴۱ ثانیه و ارتفاع ۱۶۳۵ متر از سطح دریا قرار گرفته‌است. این روستا، از شمال به روستای خیرآباد و از جنوب به روستاهای خردمند و عبدالرحیم، از شرق به روستاهای ورکش و خماچین و از غرب به روستای مسلم‌آباد منتهی می‌شود. کوزره در یک منطقه هموار واقع شده‌است که از طرف غرب توسط کوه‌های زاگرس محدود می‌شود. بلندترین قله این رشته کوه «قزل داغ» است. این روستا در ۵۷ کیلومتری جنوب شرق همدان (مرکز شهرستان) و ۲۲ کیلومتری جنوب غرب قهاوند (مرکز بخش شرا) واقع شده‌است.
دربارهٔ وجه تسمیه روستا گفته می‌شود که در قدیم مردم به وجود طلا در قزل داغ معتقد بوده‌اند و وقتی این ماده گران‌قیمت در این مکان جستجو می‌شود و بدست نمی‌آید.وبه همین دلیل نامش کوزره  شده است. حتی یکی از راه‌های روستایی که به همین کوه منتهی می‌شود.

## ویژگی‌های جمعیتی
طبق سرشماری عمومی سال ۱۳۹۵روستای کوزره دارای ۵۵۷ خانوار و ۲۰۶۴ نفر جمعیت است که تعداد ۱۰۸۱ نفر مرد و ۹۸۳ نفر زن هستند و ۱۱۳۷ نفر باسواد و تعداد ۶۴۰ نفر بی‌سواد هستند. در اولین سرشماری نفوس و مسکن که سال ۱۳۳۵ انجام شد، روستای کوزره ۸۱۸ نفر جمیعت داشته‌است: ۴۲۴ مرد و ۳۹۴ زن. در آن زمان روستای کوزره تابع بخش وفس (کمیجان) شهرستان اراک بود.

## اقتصاد روستا

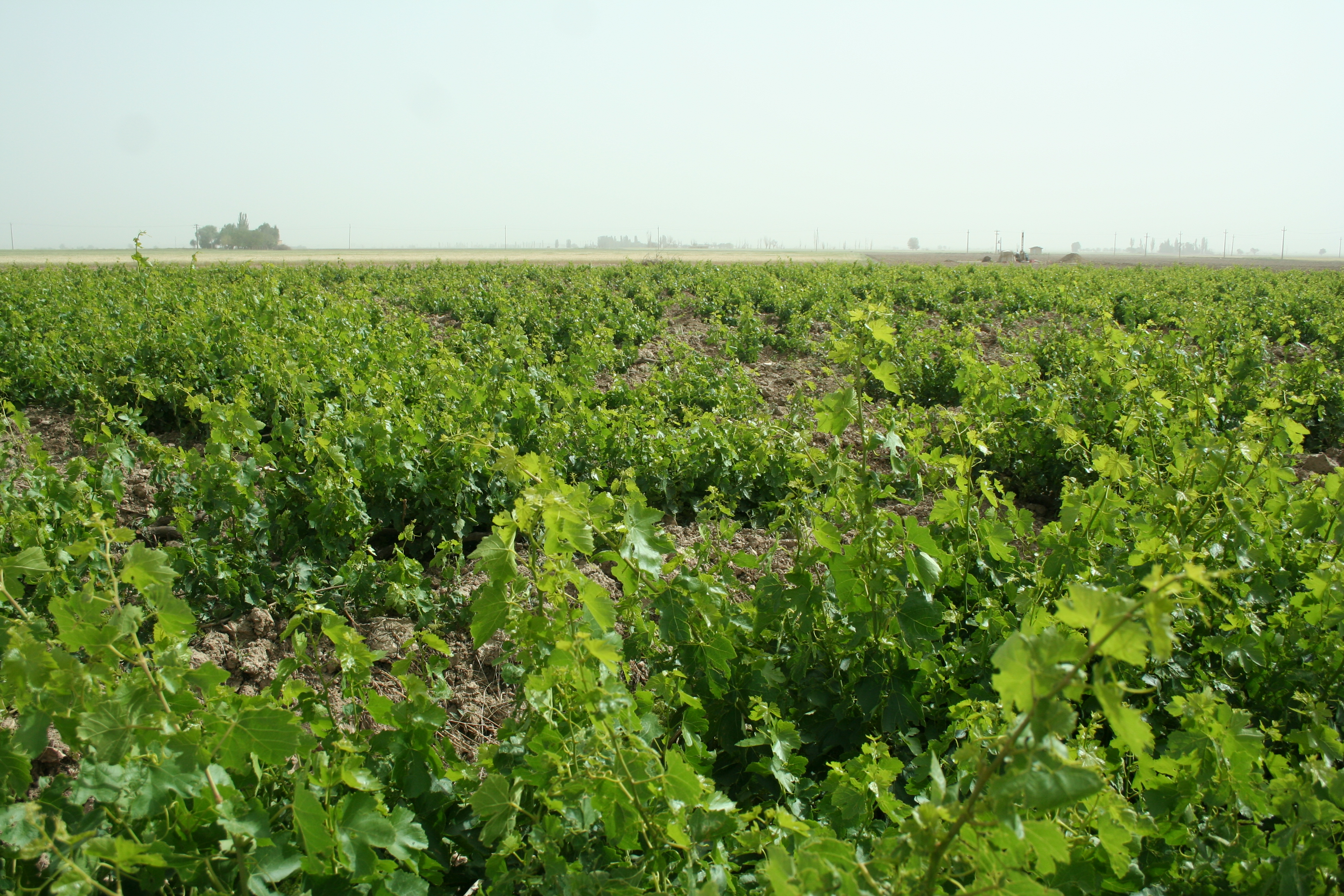
باغ انگور در روستای کوزره

اقتصاد کوزره بر پایه کشاورزی و دامپروری است. محصولات کشاورزِی آن عبارت‌اند از: گندم، جو، علوفه دامی (یونجه) چغندرقند، سیب زمینی، هندوانه.

## اماکن
- مساجد

۱. مسجد صاحب الزمان: این مسجد در محل مسجد سابق و در محله بالا در شمال روستا بنا شده و کارهای ساختمانی آن از اوایل دهه ۶۰ آغاز شد. علی‌رغم گذشت بیش از ۳۰ سال از شروع احداث بنا هنوز ساختمان مسجد به‌طور کامل تکمیل نشده‌است. در سال‌های اخیر با کمک‌های خیرین قسمت‌هایی از ساختمان مسجد کامل شده‌است، اما هنوز به کمک خیرین نیاز است.
۲. مسجد امام حسین: این مسجد در جنوب روستا و در ابتدای محله «چوغور محله» واقع شده‌است. عملیات ساختمانی آن از سال ۱۳۸۳ آغاز و در سال گذشته ساختمان اصلی مسجد به بهره‌برداری رسید.

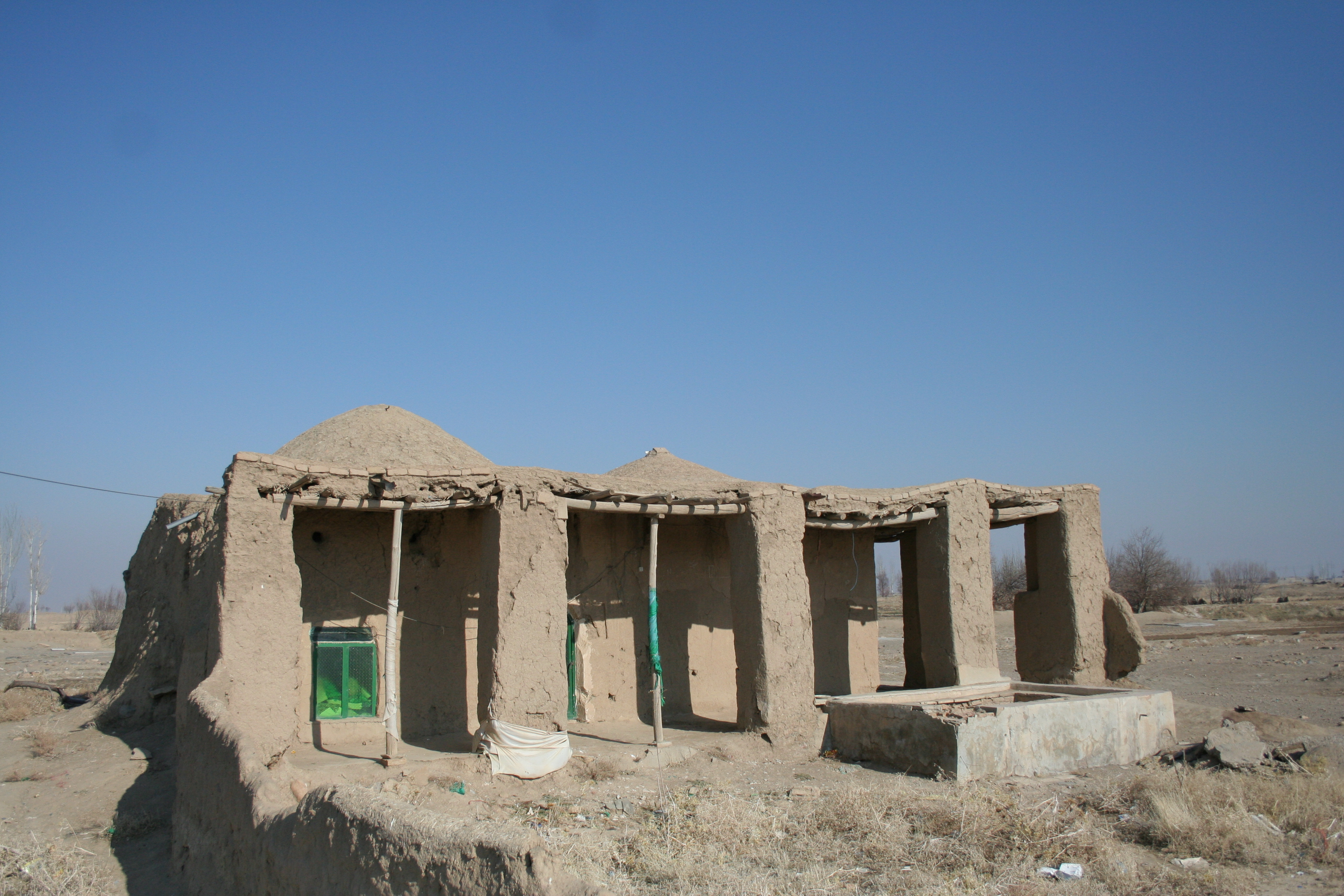
ساختمان امامزاده زبیده خاتون قبل از بازسازی

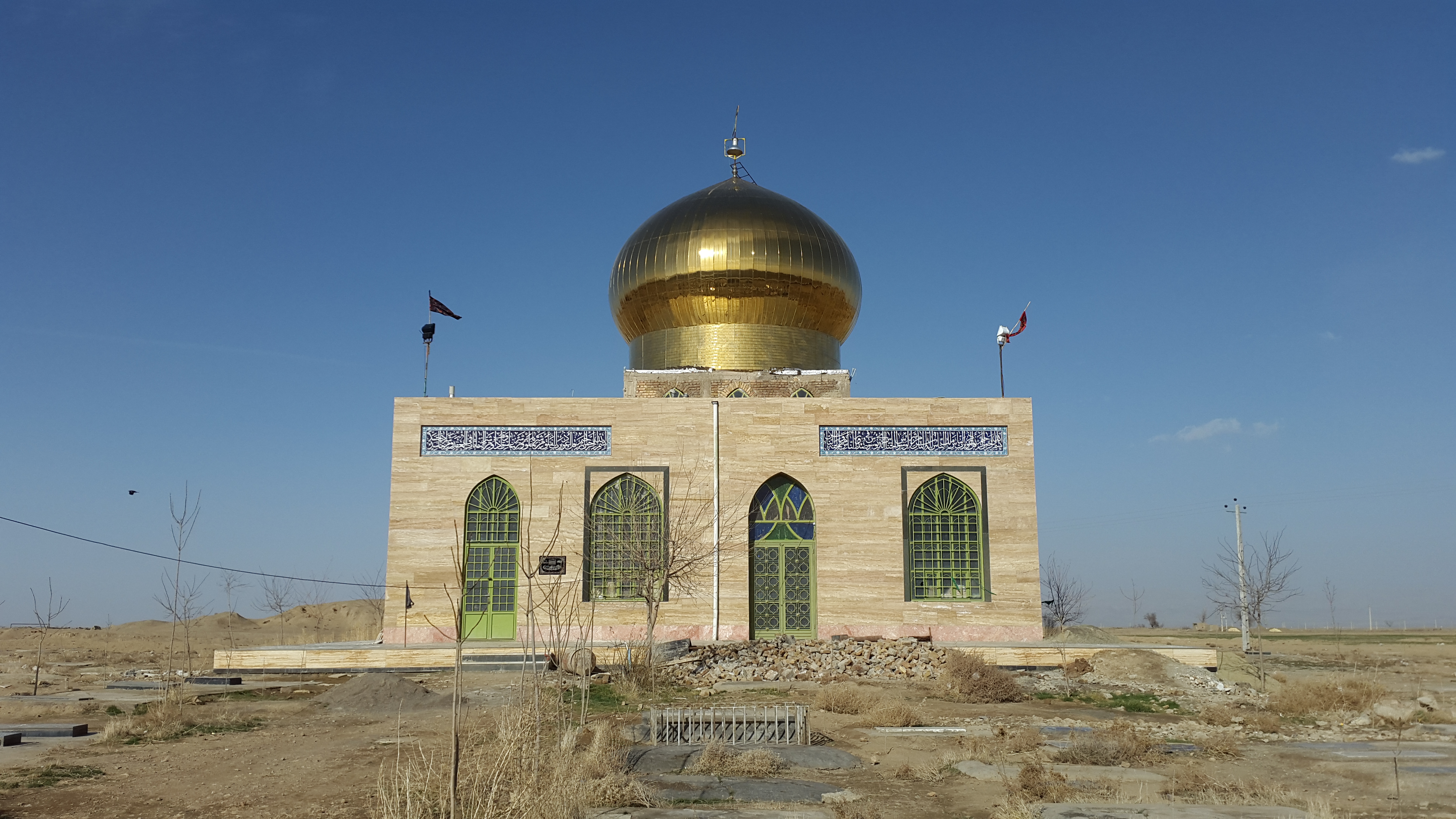
ساختمان امامزاده زبیده خاتون علیها السلام پس ازبازسازی

- امامزاده

## تپه باستانی کوزره
تپه کوزره مربوط به هزاره اول قبل از میلاد- سده‌های میانه دوران‌های تاریخی پس از اسلام است و در شهرستان همدان، بخش شراء، دهستان شوردشت، روستای کوزره واقع شده و این اثر در تاریخ ۱۸ اسفند ۱۳۸۷ با شمارهٔ ثبت ۲۵۱۷۰ به عنوان یکی از آثار ملی ایران به ثبت رسیده‌است.